# Heroes of the Environment
Die Heroes of the Environment (engl. für „Umwelthelden“) wurden von 2007 bis 2009 jährlich von der Zeitschrift Time in verschiedenen Kategorien gekürt. Damit wurden Personen geehrt, die besondere Verdienste für den Erhalt der Umwelt geleistet haben.

## 2009
(Quelle:)

### Kategorie “Leaders and Visionaries”
- Mohamed Nasheed
- Cameron Diaz
- Mike H. Pandey
- Mustafa Zaher
- Marcio Santilli
- Yann Arthus-Bertrand
- Erik Solheim
- Steven Chu, Carol Browner, Ken Salazar und Lisa P. Jackson

### Kategorie “Activists”
- Joseph J. Romm
- Marc Ona
- Marco Arana
- Syeda Rizwana Hasan
- Yuyun Ismawati
- Zhao Zhong
- Nnimmo Bassey

### Kategorie “Scientists and Innovators”
- Takashi Yabe
- Bewohner des Stadtteils Vauban von Freiburg im Breisgau
- Valerie Casey
- David Keith (Geoingenieur)
- Bindeshwar Pathak
- Olga Speranskaja
- Pen Hadow, Martin Hartley und Ann Daniels
- Nathan Lorenz und Tim Bauer

### Kategorie “Moguls and Entrepreneurs”
- Sheri Liao
- Thomas Harttung
- Dorjee Sun
- Asim Buksh
- Kin Lui, Raymond Ho und Casson Trenor
- Yumi Someya
- Bill Weihl

## 2008
(Quelle:)

### Kategorie “Leaders and Visionaries”
- Kevin Conrad
- Arnold Schwarzenegger
- Sheila Watt-Cloutier
- Alice Waters
- Marina Silva und Cristina Narbona
- Kim Stanley Robinson
- Ted Nordhaus und Michael Shellenberger
- Habiba Sarabi
- Bharrat Jagdeo

### Kategorie “Moguls and Entrepreneurs”
- Jean-François Decaux und Jean-Charles Decaux
- Mick Bremans
- John Doerr
- Peter Head
- Peggy Liu
- Shai Agassi

### Kategorie “Activists”
- Annie Leonard
- Wang Yongchen
- Gidon Bromberg, Nader Al-Khateeb und Munqeth Mehyar
- Jack Sim
- Balbir Singh Seechewal
- Silas Kpanan'Ayoung Siakor
- Craig Sorley
- Marina Richwanowa
- Van Jones

### Kategorie “Scientists and Innovators”
- Soren Hermansen
- Lonnie G. Thompson
- Mohammed Dilawar
- Jurgenne H. Primavera
- Joachim Luther
- Vo Quy

## 2007
(Quelle:)

### Kategorie “Leaders and Visionaries”
- Michail Gorbatschow
- David Attenborough
- Lee Myung Bak
- Al Gore
- Janine Benyus
- Tommy Remengesau
- José Goldemberg
- Charles, Prince of Wales
- James Lovelock
- Robert Redford
- David Suzuki
- Barnabas Suebu
- Angela Merkel

### Kategorie “Activists”
- Frederic Hauge
- Wang Canfa
- Olga Zepilowa
- Von Hernandez
- Wangari Maathai
- Christine Loh
- Benjamin Kahn
- Karl Ammann
- Hammerskjoeld Simwinga

### Kategorie “Scientists and Innovators”
- Entwurfsteam des Toyota Prius
- Tim Flannery
- Theo Colborn
- Chip Giller
- James E. Hansen
- D.P. Dobhal
- Norman Myers
- Paul Crutzen
- Abul Hussam
- George Schaller

### Kategorie “Moguls and Entrepreneurs”
- Tulsi Tanti
- Kazutoshi Sakurai und Takeshi Kobayashi
- Jeffrey Immelt
- Amory B. Lovins
- Ray Anderson
- Richard Sandor
- William McDonough und Michael Braungart
- Shi Zhengrong
- Ahmet Lokurlu
- Richard Branson
- Kristine Pearson und Rory Stear